# 松平武揚
松平 武揚（まつだいら たけおき）は、江戸時代後期の大名。石見国浜田藩第2代藩主。官位は従四位下・右近衛将監。越智松平家第6代当主。

## 略歴
讃岐国高松藩主・松平頼恕の次男（三男とも）として高松にて誕生。母は側室・野宣勝成の娘。幼名は鋭之助。
先代藩主・松平斉厚が天保10年（1839年）に死去したため、その婿養子として跡を継ぐ。天保11年（1840年）12月に叙任するが、天保13年（1842年）7月28日、浜田で死去した。享年16。嗣子はなく、通常は末期養子が認められる年齢でもなかったが、御家門ということで配慮もあり、従兄にあたる武成（松平義建の三男）が跡を継いだ。法号は詣山大乗院。墓所は島根県浜田市殿町の妙智寺。

## 系譜
- 父：松平頼恕（1798-1842）
- 母：野宣勝成の娘
- 養父：松平斉厚（1783-1839）
- 正室：松平斉厚の娘
- 養子
  - 男子：松平武成（1825-1847） - 松平義建の三男